# Lhota (Praha)
Lhota (Lhotka nad Úvalem, Lhotka, Elhota) je zaniklá středověká ves v prostoru lesa Vidrholce na východním okraji hlavního města Prahy. Ves stávala v katastrálním území Újezd nad Lesy u dnešní retranslační věže severně od silnice I/12 mezi Újezdem nad Lesy a Úvaly, v blízkosti Sibřiny a Květnice.
Ves byla v předhusitské době v držení rozmanitých pražských měšťanů a v polovině 14. století zde se zde nacházel farní kostel svatého Václava (původně dřevěný, od konce sedmdesátých let 14. století kamenný), po jehož zániku povstalo pomístní jméno Na Kostelíku. Přesná poloha kostela upadla nadlouho v zapomnění, až teprve při výstavbě vodojemu v roce 1973 došlo k objevení jeho základového zdiva.
V roce 1362 postoupil Václav Franc z Olbramoviců Sibřinu, Květnici a Lhotu svému bratranci Pešlínovi Bohuslavovu. Poslední zmínka o Lhotě je z roku 1412, v souvislosti se sporem vladyk z okolí o zdejší pozemky. Vesnice pravděpodobně zanikla za husitských válek. Historik August Sedláček vyslovil domněnku, že Lhota byla totožná se vsí Vidrholec (po husitských válkách znovu osazenou, ale později též zaniklou).